# Citadelle de Deva
La citadelle de Deva (en roumain : Cetatea Devei) (en hongrois : Déva vára) est une forteresse surplombant la ville de Deva, dans le județ de Hunedoara, en Roumanie. Elle est construite à environ 371 mètres d'altitude sur une colline d'origine volcanique.

## Localisation

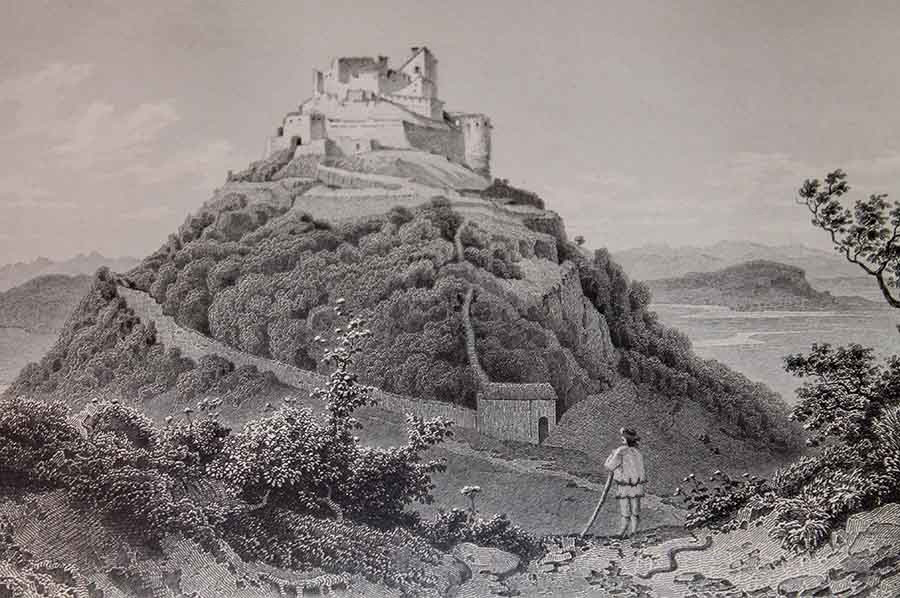
La citadelle de Deva en 1883, par Ludwig Rohbock.

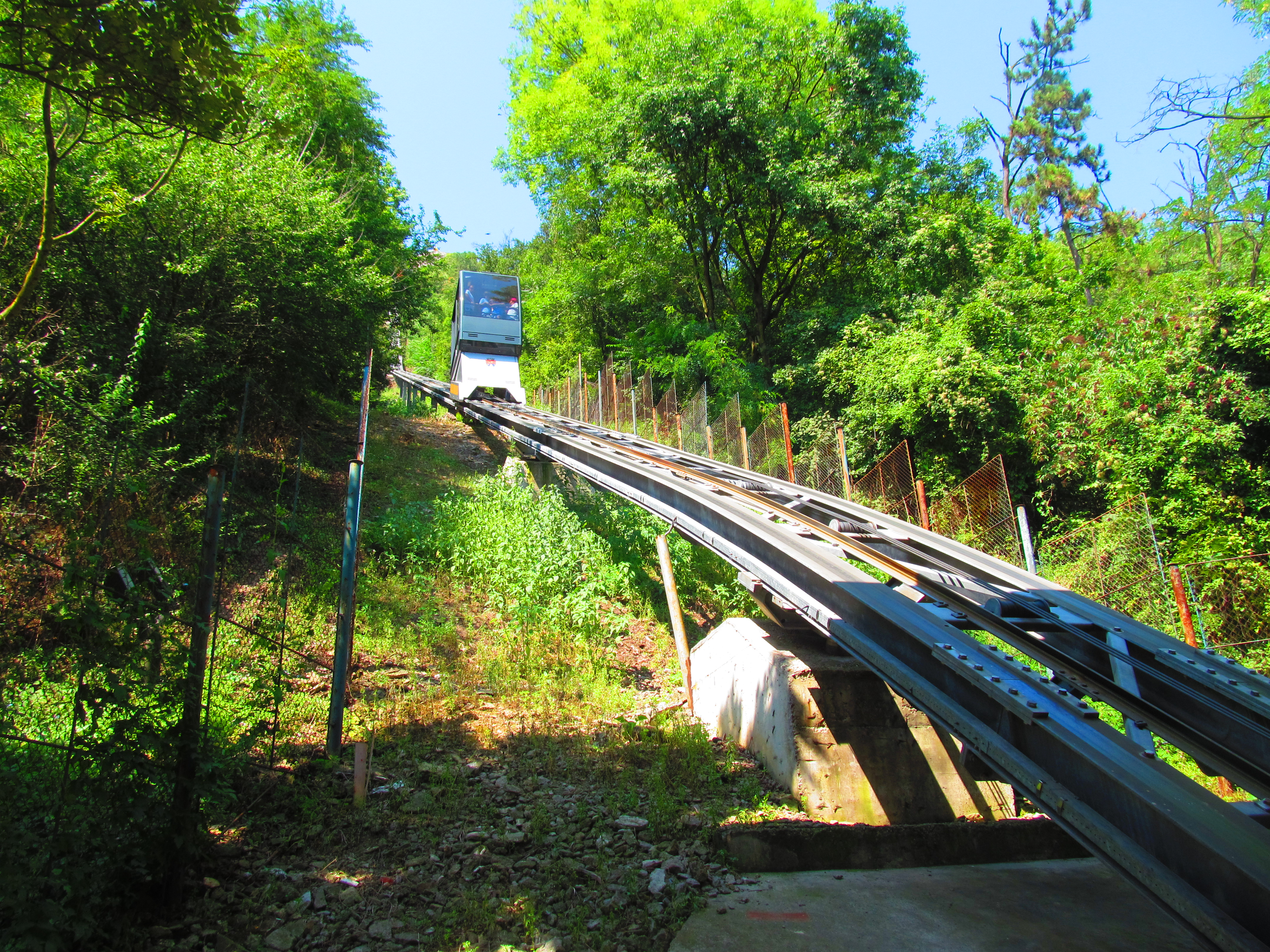
Le funiculaire permet aux visiteurs de rejoindre facilement la forteresse depuis la ville.

La citadelle est située au sommet d'une colline volcanique faisant partie de la chaîne des montagnes Poiana Ruscă, une sous-division géographique des Carpates transylvaines. La ville de Deva s'étend en contrebas : le palais Magna Curia et le parc municipal se trouvent directement au pied du promontoire. La gare du funiculaire que les touristes empruntent pour rejoindre la citadelle est située un peu plus bas. Il en est de même pour la majeure partie des bâtiments administratifs : l'hôtel de ville, la préfecture, l'hôtel des finances, les anciens quartiers généraux de la police, le tribunal ainsi que deux des plus anciennes écoles de Deva.

## Histoire
La première trace écrite mentionnant la citadelle de Deva remonte à la seconde moitié du XIIIe siècle : en 1269, Étienne V, alors roi de Hongrie et duc de Transylvanie évoque le « château royal de Deva » dans un octroi de privilège accordé au comte Chyl de Câlnic (en roumain : comitele Chyl din Câlnic).
Ce n'est qu'en 1273 que les écrits attestent de l'implication de la citadelle au cours d'une opération militaire. Les Coumans furent défaits au pied des murs de la citadelle par l'armée commandée par Peter I Csák, palatin de Hongrie (en latin : Magister Pertrus de genere Chak) ; ce dernier a été récompensé pour sa victoire par Ladislas IV, roi de Hongrie. Dans sa lettre, celui-ci parle des événements avec les mots suivants : sub castro Dewa contra Cumanorum exercitur viriliter dimicavit,.
À la fin du XIIIe siècle, la citadelle était la propriété de Ladislas III Kán, voïvode de Transylvanie, qui mit en place une cour en plus de la garnison militaire.
Au XVIe et XVIIIe siècle, deux nouvelles enceintes sont construites autour de la première. En 1848, le dépôt de munitions explose et endommage grandement la construction.
La citadelle de Deva est au cœur du conte traditionnel hongrois La femme de Clément, le maçon.